# Novohorus
Genre
Novohorus est un genre de pseudoscorpions de la famille des Olpiidae.

## Distribution
Les espèces de ce genre se rencontrent aux Antilles et aux États-Unis en Floride.

## Liste des espèces
Selon Pseudoscorpions of the World (version 3.0) :
- Novohorus incertus (Beier, 1931)
- Novohorus obscurus (Banks, 1893)
- Novohorus suffuscus Hoff, 1945

## Publication originale
- Hoff, 1945 : The pseudoscorpion subfamily Olpiinae. American Museum Novitates, no 1291, p. 1-30 (texte intégral).